# Wann (Oklahoma)
Wann es un pueblo ubicado en el condado de Nowata en el estado estadounidense de Oklahoma. En el año 2010 tenía una población de 125 habitantes y una densidad poblacional de 250 personas por km².

## Geografía
Wann se encuentra ubicado en las coordenadas 36°54′54″N 95°48′18″O / 36.91500, -95.80500 (36.915015, -95.805012).

## Demografía
Según la Oficina del Censo en 2000 los ingresos medios por hogar en la localidad eran de $27,917 y los ingresos medios por familia eran $33,750. Los hombres tenían unos ingresos medios de $26,250 frente a los $21,250 para las mujeres. La renta per cápita para la localidad era de $13,512. Alrededor del 9.3% de la población estaban por debajo del umbral de pobreza.